# Yaakov Zur
Yaʿakov Zur (hebräisch יַעֲקֹב צוּר Jaʿaqov Zūr; * 21. April 1924 in Rostock; † 29. Oktober 2013 im Kibbuz En haNeziw, Emeq ha-Ma’ajanot, Israel) war ein israelischer Historiker und Hochschullehrer. Er war Mitbegründer und Stiftungsvorstand der Rostocker Stiftung Begegnungsstätte für jüdische Geschichte und Kultur Max-Samuel-Haus.

## Leben
Yaʿakov Zur wurde als Alfred Jacques Zuckermann als erster Sohn des jüdischen Kaufmanns Heinz Zuckermann und dessen Ehefrau Perle, geborene Singermann, in Rostock geboren. Er hatte zwei Brüder, Max und Louis, sowie eine Schwester Ruth. Sein Vater war 1922 aus Polen nach Rostock eingewandert. Alfred Zuckermann besuchte die Augustenschule und danach kurz die Friedrich-Franz-Knabenschule seiner Geburtsstadt. 1936 entschlossen sich die Eltern, ihre Söhne auf die jüdische Samson-Raphael-Hirsch-Schule in Frankfurt am Main zu schicken, da an den Schulen in Rostock antisemitische Übergriffe zu befürchten waren. Nachdem der Vater während der Novemberpogrome 1938 verhaftet worden war, kehrte der 14-jährige Alfred zurück, um seine Mutter und Schwester zu unterstützen. Er verkaufte das Geschäft und organisierte die Flucht des Vaters nach England. Da es hieß, dass Frauen und Kinder nicht gefährdet seien, schienen Mutter und Schwester sicher in Deutschland – sie bekamen von der englischen Regierung keine Visa ausgehändigt. Mit seinen Brüdern gelang Yaakov Zur – so nannte er sich seitdem – 1939 die Ausreise nach Palästina.
Yaakov Zur wandte sich der Landwirtschaft zu, er besuchte eine Landwirtschaftsschule und arbeitete im Obst- und Gemüseanbau. In dem von ihm 1946 mitgegründeten religiösen Kibbuz betreute er Einwanderer, die neu im Land waren. Später wurde er Sekretär des Kibbuz. 1948 heiratete Yaakov Zur die aus Belgien ausgewanderte Esther Rosenblum. 
Mit ihren beiden Söhnen David und Yedidia folgten die Zurs einem Auftrag der zionistischen Jugendbewegung nach Südamerika. Hier war Yaakov Zur einige Jahre als Erzieher tätig. Nach der Rückkehr studierte er von 1961 bis 1964 an der Hebräischen Universität Pädagogik und Geschichte. Nachdem er als Erzieher, Lehrer und Schuldirektor tätig war, promovierte er 1982 an der Universität Tel Aviv zum Thema „Die deutsch-jüdische Orthodoxie und ihr Verhältnis zu innerlichen Organisationsbestrebungen und zum Zionismus“ und lehrte anschließend an der Bar-Ilan-Universität und als Gastdozent an verschiedenen Schulen und Universitäten in Europa und den USA, unter anderem auch in Seminaren evangelischer Kirchen in Deutschland. 
Bei dieser Gelegenheit besuchte Yaakov Zur 1987 erstmals wieder seine Geburtsstadt Rostock. Hier wollte er mehr über das Schicksal seiner Mutter und Schwester erfahren. Beide waren 1942 Opfer der Deportation der jüdischen Bevölkerung Rostocks in das KZ Auschwitz geworden. 
Yaakov Zur besuchte danach regelmäßig seine Geburtsstadt, die er seitdem aber niemals mehr Heimatstadt nannte. Trotzdem wirkte er seit seinem ersten Besuch als Vermittler zwischen dem deutschen und israelischen Volk, konkret mit der 1991 erfolgten Gründung der Stiftung Begegnungsstätte für jüdische Geschichte und Kultur Max-Samuel-Haus. Seit 2002 verwitwet verstarb Zur 2013 in Ein haNezi"v (עֵין הַנְּצִי"ב).

## Ehrungen
Yaakov Zur wurde am 1. September 1993 erster Ehrenbürger Rostocks nach der politischen Wende 1989 wegen seines verdienstvollen Wirkens zur Versöhnung zwischen Deutschland und Israel geehrt. 1998 verlieh ihm die Philosophische Fakultät der Universität Rostock die Ehrendoktorwürde.

## Schriften
- Deutsch-jüdische Orthodoxie und ihre Haltung gegenüber innerer Organisation und Zionismus (1896-1911) (hebr. Originaltitel: 1896-1911 האורתודוכסיה היהודית בגרמניה : ויחסה להתארגנות יהודית ולציונות). (Dissertation, Universität Tel Aviv 1982) Erstausgabe im Selbstverlag Tel Aviv 1982, 2 Bände, 708 S.; Verlagspublikation Ramat Gan: Bar-Ilan-Universität 2001, 358 S., ISBN 9652261343
- Ramat Tiomkin - Die Geschichte eines verschwundenen Moschav (hebr. Originaltitel: רמת טיומקין - סיפורו של מושב שנעלם). Selbstverlag 1994, 14 S.
- Die religiösen, spirituellen und politischen Strömungen im westeuropäischen Judentum im 19. Jahrhundert: Mekorot-Broschüre für den Unterricht (hebr. Originaltitel: .הזרמים הדתיים, הרוחניים והפוליטיים ביהדות מערב אירופה במאה ה-19 : חוברת מקורות לשיעור) Tzemach: Jordan Valley College 1998, 61 S.
- Rabbi Jacob Hoffman: Der Mann und seine Zeit (hebr. Originaltitel: הרב יעקב הופמן : האיש ותקופתו) Ramat Gan: The Higher Torah Institute at Bar Ilan University 1999, 141 S., ISBN 9659023006
- Die Ideologie und das Siedlungsgesetz der Vereinigten Kibbutzbewegung zwischen dem Sechstagekrieg und dem Jom-Kippur-Krieg (hebr. Originaltitel: האידיאולוגיה והמעשה ההתיישבותי של הקיבוץ המאוחד בין מלחמת ששת הימים למלחמת יום הכיפורים) Vortragsmanuskript 2005, 50 S.
- Das Land Israel in den Gedanken von Jitzchak Tabenkin zwischen 1920 und 1937 (hebr. Originaltitel: ארץ ישראל בהגות של יצחק טבנקין בין 1920 ל- 1937), Vortragsmanuskript 2007, 40 S.
- Rabbi Dr. Abraham Altmann und der religiöse Zionismus in Mitteleuropa (hebr. Originaltitel: הרב ד"ר אברהם אלטמן והציונות הדתית במרכז אירופה) Ramat Gan: Bar-Ilan-Universität 2008, 39 S.